# M14 (Oekraïne)
De M14 is een autoweg in Oekraïne. De weg verbindt de havenstad Odessa met de Russische stad Rostov aan de Don. De weg loopt langs de Zwarte Zeekust, maar ten noorden van het schiereiland Krim langs. De M14 is 674 kilometer lang.

## Verloop
De weg begint in het centrum van Odessa, een van de belangrijkste steden in Oekraïne. Odessa is een belangrijk knooppunt, vanaf de stad gaat de M05 naar Kiev, de M15 naar Izmajil, de M16 naar Tiraspol in Moldavië, en de M22 naar de havenstad Illitsjivsk.
Even ten noordoosten van Odessa is de weg vierstrooks, maar versmalt snel naar één rijstrook per richting. De weg loopt ongeveer 40 kilometer uit de kust naar de stad Mykolajiv, waar de M23 richting Kropyvnytsky en Kiev loopt.
65 kilometer na Mykolajiv komt de weg door de stad Cherson, gelegen aan de delta van de rivier de Dnjepr. De M14 gaat niet dwars door de stad, maar via een 15 kilometer lange rondweg. Bij Cherson slaat de M24 af naar Simferopol op de Krim.
Na Cherson loopt de weg eerst 80 kilometer over de oever van de Dnjepr, waarna de weg kaarsrecht door vlaktes richting het oosten gaat, waar 233 kilometer ten oosten van Cherson de stad Melitopol wordt bereikt. Bij de stad wordt de M26 gekruist, een van de belangrijkste noord-zuid assen in het oosten van Oekraïne. De weg loopt naar Simferopol en Charkov, en was ten tijde van de Sovjet-Unie onderdeel van de weg tussen Moskou en de Krim.
Via de steden Berdjansk en Marioepol, loopt de M14 naar de Russische grens bij het plaatsje Novoazovsk. Tussen Marioepol en de grens loopt de weg direct langs de kustlijn van de Zee van Azov. Na de grens gaat de weg over in de Russische A-280 naar Rostov aan de Don.
De M14 is onderdeel van de E58.
M01 ·
M02 ·
M03 ·
M04 ·
M05 ·
M06 ·
M07 ·
M08 ·
M09 ·
M10 ·
M11 ·
M12 ·
M13 ·
M14 ·
M15 ·
M16 ·
M17 ·
M18 ·
M19 ·
M20 ·
M21 ·
M22 ·
M23 ·
M24 ·
M25 ·
M26 ·
M27 ·
M28 ·
M29 ·
M30
N01 ·
N02 ·
N03 ·
N04 ·
N05 ·
N06 ·
N07 ·
N08 ·
N09 ·
N10 ·
N11 ·
N12 ·
N13 ·
N14 ·
N15 ·
N16 ·
N17 ·
N18 ·
N19 ·
N20 ·
N21 ·
N22 ·
N23 ·
N24 ·
N25 ·
N26 ·
N27 ·
N28 ·
N30 ·
N31 ·
N32 ·
N33